# Aquarela do Brasil
Aquarela do Brasil (portugiesisch für Aquarell von Brasilien) ist ein Samba-Titel, der 1939 vom brasilianischen Komponisten Ary Barroso komponiert wurde. In einer gekürzten Form wurde er unter dem englischen Titel Brazil international bekannt, als Walt Disney ihn 1942 in seinem Film Saludos Amigos (Drei Caballeros im Sambafieber) verwendete. 1944 wurde Barroso dafür für den Oscar nominiert.
Infolge dieser Popularität wurde Aquarela do Brasil in den folgenden Jahrzehnten von zahlreichen Künstlern neu veröffentlicht. Auch als Filmmusik wurde der Titel wiederverwendet. 1985 verwendete Terry Gilliam ihn als Musik für seinen Film Brazil, zu dem er maßgeblich von dem Titel inspiriert worden war.

### Musikbeispiele
- Django Reinhardt: Brazil auf YouTube
- The Coasters: Brazil auf YouTube
- Grant Green: Brazil auf YouTube
- Geoff & Maria Muldaur: Brazil auf YouTube